# チャールズ・フェアチャイルド

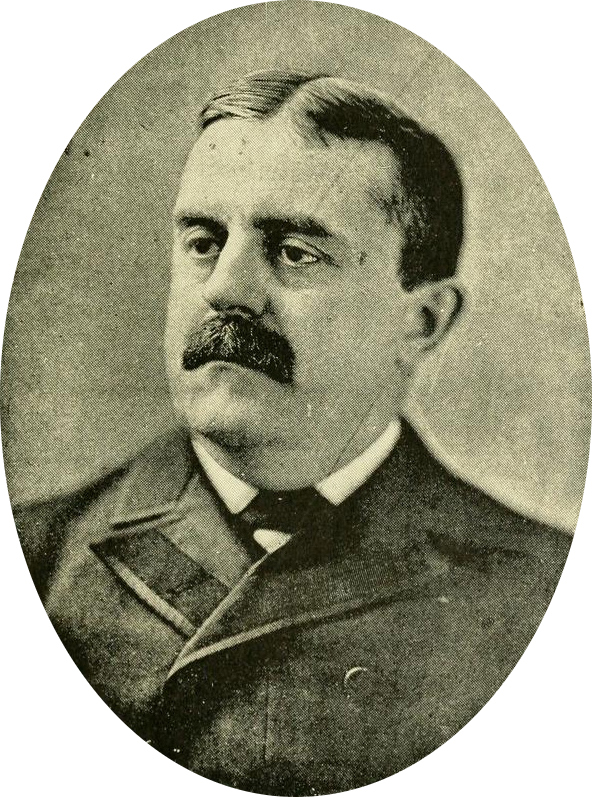
チャールズ・フェアチャイルド

チャールズ・ステビンズ・フェアチャイルド（Charles Stebbins Fairchild, 1842年4月30日 - 1924年11月24日）は、アメリカ合衆国の実業家、政治家。グロバー・クリーブランド大統領の下で財務長官を務めた。

## 生涯
1842年、チャールズ・フェアチャイルドはニューヨーク州マディソン郡カズノビアにおいて、シドニー・フェアチャイルドとヘレン・フェアチャイルドの息子として誕生した。フェアチャイルドは1863年にハーバード大学を卒業し、1865年にハーバード法学大学院を修了した。
フェアチャイルドは1874年までニューヨーク州の法律事務所で弁護士として勤め、1874年にニューヨーク州副検事総長に任命された。その後1875年にニューヨーク州検事総長となり、1877年までその職を務めた。そして検事総長退任後、フェアチャイルドは弁護士業に復帰し専門的活動に専念した。
1885年、フェアチャイルドはアメリカ合衆国財務次官補に指名され、ダニエル・マニング財務長官の下でその任に就いた。フェアチャイルドはマニング財務長官の右腕として精力的に活動した。そして1887年、マニング財務長官が健康的問題により辞任すると、フェアチャイルドは財務長官代行となった。その後、グロバー・クリーブランド大統領はフェアチャイルドを正式に財務長官に昇任させた。
フェアチャイルドが財務長官に就任した当時、連邦政府は重税により大きな余剰金を抱えていた。フェアチャイルドは過剰な金額が国庫に蓄積されることを避けるため減税を行った。さらに財政資金を市中銀行に預け入れる計画を立案したが、これは議会によって否決された。そこでフェアチャイルドは市中銀行から国債を買い戻すことによって余剰収入を削減したが、議会の厳しい批判に晒された。しかしながらフェアチャイルドのこれらの政策によって政府の剰余金は市中に出回り、収支の均衡を図ることに成功した。
1889年、クリーブランド大統領の任期満了に伴ってフェアチャイルドは財務長官を退任した。その後フェアチャイルドはニューヨーク証券信託社の代表取締役に就任し、1904年までその職を務めた。またフェアチャイルドは、アトランタ・シャルロット航空鉄道の代表取締役とエリー・ピッツバーグ鉄道の理事長も務めた。
1924年、フェアチャイルドは82歳で死去した。フェアチャイルドの遺体はニューヨーク州マディソン郡カズノビアのエヴァーグリーン墓地に埋葬された。